# Pipunculus tenuirostris
Pipunculus tenuirostris är en tvåvingeart som beskrevs av Kozanek 1981. Pipunculus tenuirostris ingår i släktet Pipunculus och familjen ögonflugor. Arten är reproducerande i Sverige. Inga underarter finns listade i Catalogue of Life.